# Roger Fenton
Roger Fenton (Heywood, 28 de março de 1819 – Potters Bar, 8 de agosto de 1869) foi um fotógrafo britânico pioneiro, um dos primeiros fotógrafos de guerra.

## Biografia

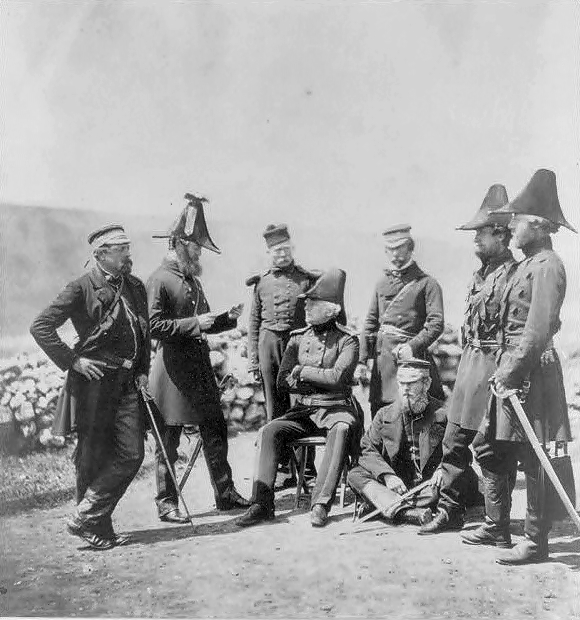
Guerra da Crimeia, Gen Brown e seus soldados. Fotografia de Roger Fenton

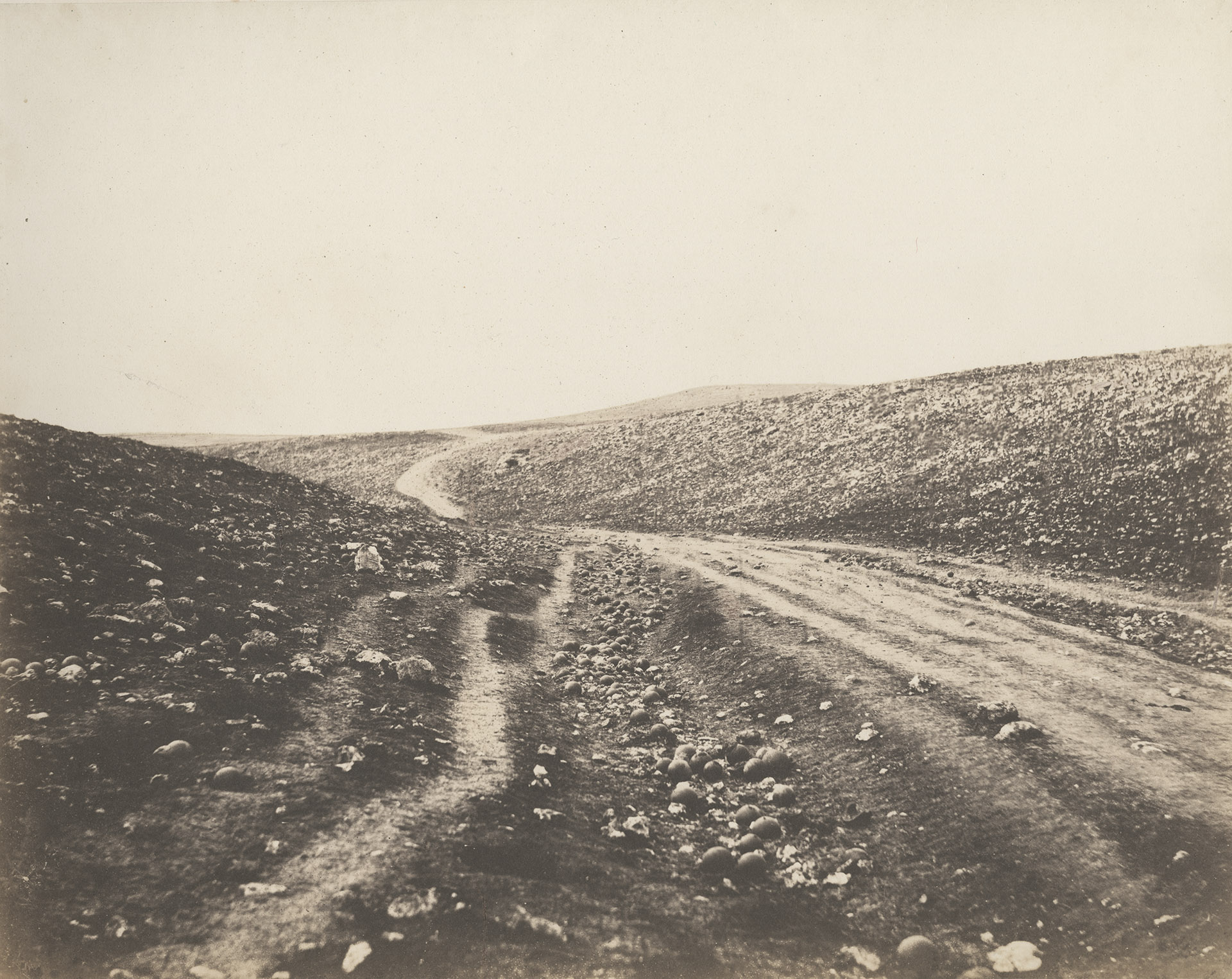
Valley of the Shadow of Death por Roger Fenton, 1855

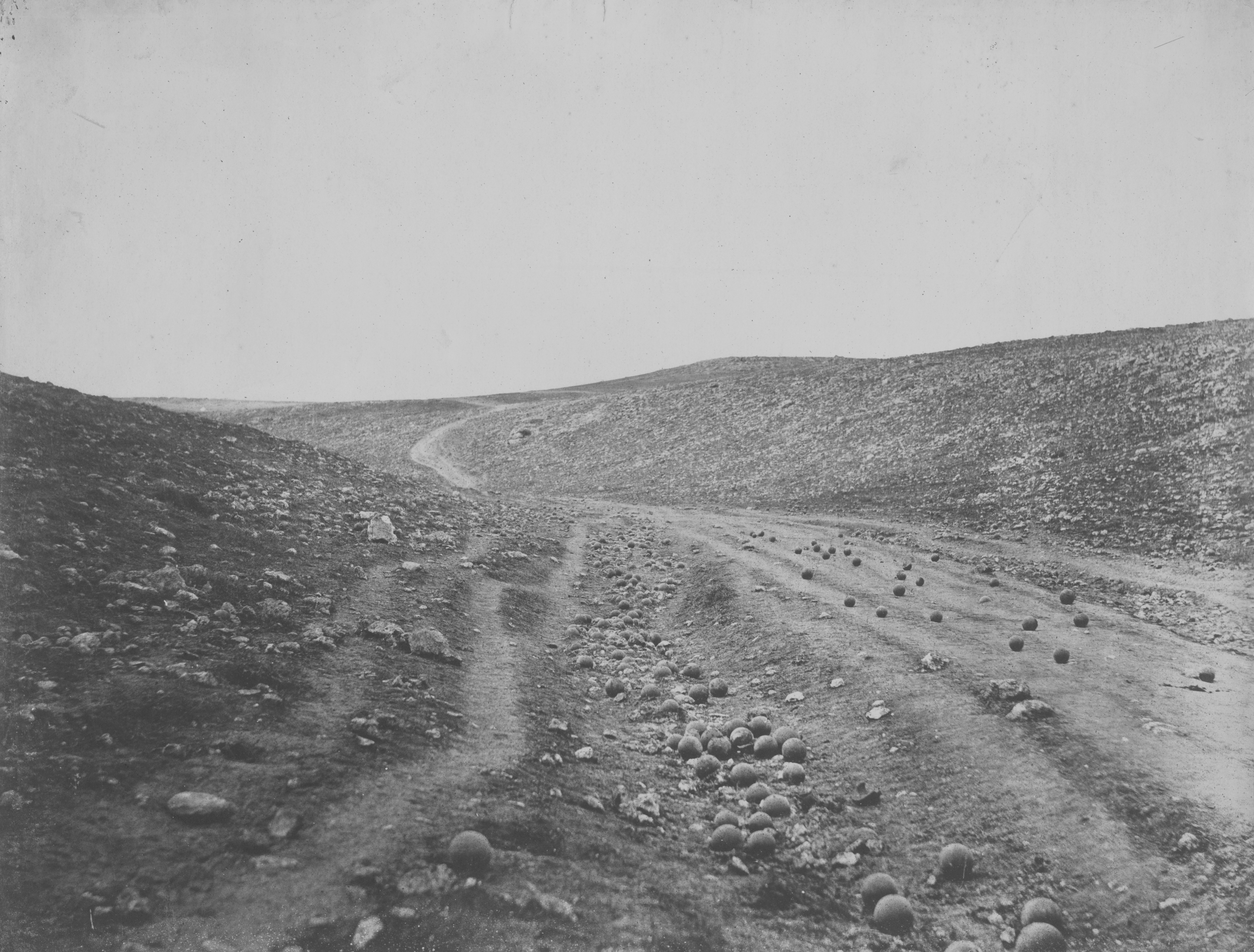
Valley of the Shadow of Death por Roger Fenton, 1855

### Primeiros anos e formação
Roger Fenton nasceu em Heywood (condado de Lancashire, Reino Unido). O seu avô era um rico algodoeiro de Lancashire e banqueiro, pai de um banqueiro e membro do Parlamento. Roger foi o quarto de sete filhos do primeiro casamento do seu pai. Este teve dez mais da sua segunda mulher.
Em 1838 Fenton foi para o University College London, onde se graduaria em 1840 com uma licenciatura em arte, tendo estudado Inglês, Matemática, Literatura e Lógica. Em 1841, começou a estudar Direito, de forma esporádica, dado que não conseguiu ser advogado senão em 1847, em parte porque se tinha interessado no estudo de pintura.
Em Yorkshire, em 1843, Fenton casou com Grace Elizabeth Maynard, presumivelmente depois da sua primeira viagem a Paris (o seu passaporte foi-lhe entregue em 1842) onde estudou pintura de forma breve no estúdio de Paul Delaroche. Quando se registou como copista no Museu do Louvre em 1844 disse que o seu mestre era o retratista e pintor de história Michel Martin Drolling, que ensinava na «École des Beaux-Arts», mas o nome de Fenton não aparece nos arquivos dessa escola. Em 1847 Fenton tinha regressado a Londres, onde prosseguiu os estudos de pintura sob a tutela do pintor de história Charles Lucy, que se converteria em seu amigo e com quem, começando em 1850, serviu de conselheiro da North London School of Drawing and Modelling. Em 1849, 1850, e 1851 expôs pinturas nas exposições anuais da Royal Academy.

### Carreira como fotógrafo
Fenton visitou a Grande Exposição em Hyde Park em Londres em 1851 e ficou impressionado pela fotografia que aí se mostrava. Visitou Paris, para aprender o processo de calótipo sobre papel encerado, muito provavelmente de Gustave Le Gray, o seu inventor. Em 1852 expôs fotografias em Inglaterra, e viajou a Kiev, Moscovo e São Petersburgo fazendo aí calótipos, e fotografando vistas e arquitetura em toda a Grã-Bretanha. Publicou um apelo (call) para o estabelecimento de uma sociedade fotográfica.
Expôs as suas fotografias em Londres e a sua fama cresceu enormemente, e até mesmo a Família Real Britânica falava dele, chegando a ser o fotógrafo da corte. Em 1853 funda a Sociedade Fotográfica de Londres (Photographic Society of London), que passaria a ser a Real Sociedade Fotográfica da Grã-Bretanha (Royal Photographic Society of Great Britain).
Em 1855 Fenton deslocou-se às frentes da Guerra da Crimeia por iniciativa do editor Thomas Agnew, para fotografar as tropas, com um ajudante de fotografia, Marcus Sparling, e um servente e um amplo equipamento. Esta expedição foi o seu maior êxito. Foi financiada pelo Estado em troca de não mostrar os horrores que são provocados pelos conflitos bélicos, assim conseguindo que os familiares dos soldados e os cidadãos em geral não desmoralizassem. Foi um trabalho muito duro para Fenton já que devido ao calor, parte do material fotográfico se inflamava e além disso obrigava os soldados a permanecer em poses durante vários segundos apesar das altas temperaturas. Apesar de também estar exposto a essas altas temperaturas, de fracturar várias costelas e sofrer de cólera, conseguiu fazer 350 negativos de grande formato. Uma exposição de 312 fotos foi depois feita em Londres. As vendas não foram tão altas como esperava, possivelmente porque a guerra tinha acabado. Segundo Susan Sontag, na sua obra Perante a dor dos demais (2003), Fenton foi enviado à Guerra da Crimeia como o primeiro fotógrafo oficial de guerra por insistência do Príncipe Alberto. As fotografias reduzidas seriam utilizadas para motivar a aversão geral do povo britânico a uma guerra impopular, e para compensar os relatos antibélicos de The Times. As fotografias converteram-se em pranchas xilográficas e publicaram-se no menos crítico Illustrated London News bem como em forma de livro e mostradas numa galeria. O resultado desta expedição foi uma visão muito suave da guerra, sem mortos, feridos nem mutilados, os altos comandos como grandes homens e os soldados rasos em descanso ou em entretenimentos.

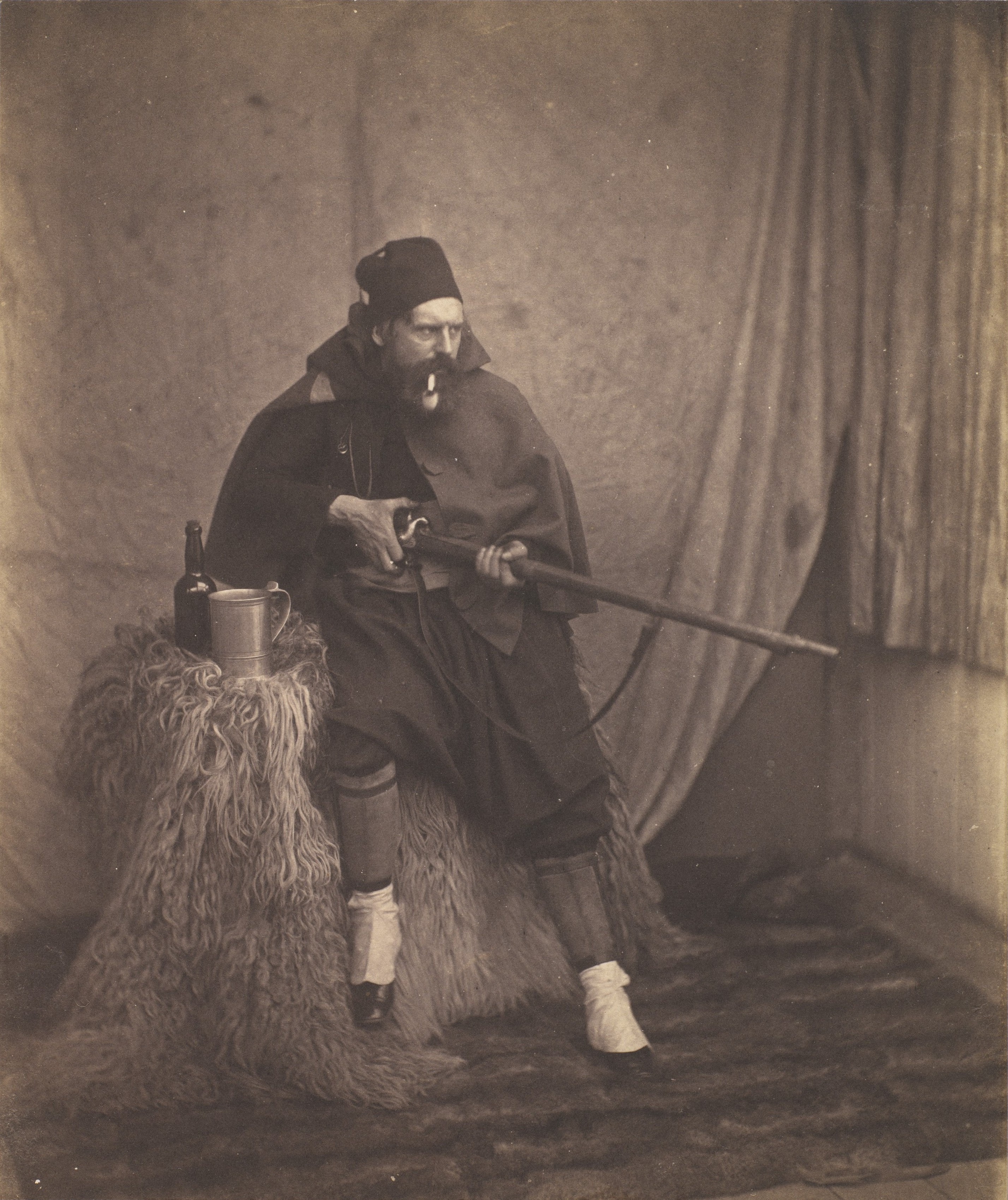
Fotografia de um zuavo por Roger Fenton.

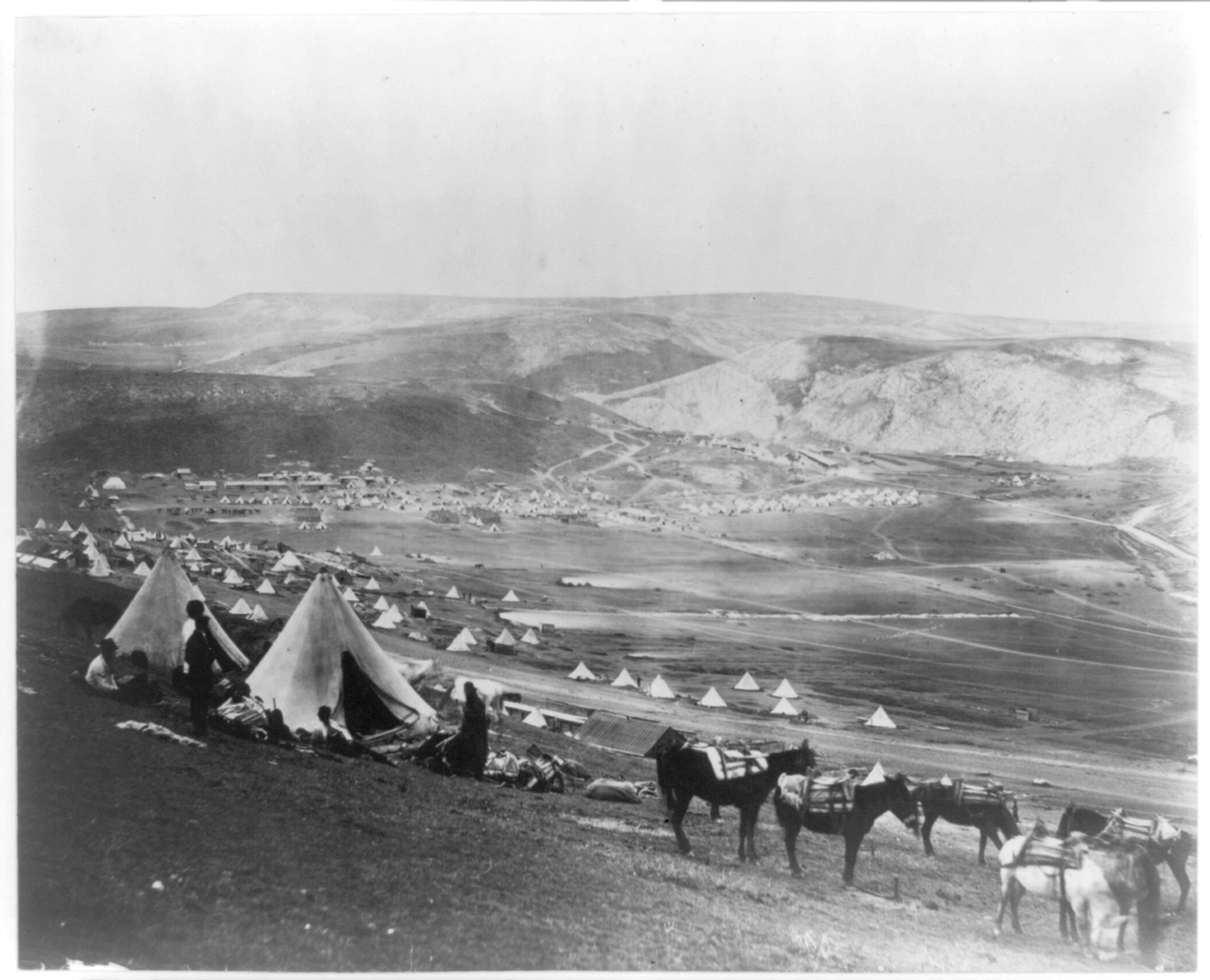
Campo da cavalaria britânica na época da Batalha de Balaclava (1855).

Devido ao tamanho e à natureza do equipamento fotográfico, Fenton estava limitado na sua escolha de motivos. Devido ao material não muito fotossensível da sua época, só foi capaz de produzir fotografias de objetos estáticos, na sua maior parte fotografias de pose. Mas também fotografou paisagens, incluindo uma zona perto do lugar onde foi emboscada a Brigada Ligeira – tornada famosa no poema de Tennyson «A carga da Brigada Ligeira» –, chamada «O Vale da Morte»; no entanto, as fotografias de Fenton foram feitas no vale de nome parecido «O Vale da Sombra da Morte». Tiraram-se duas fotografias desta zona, uma com várias balas de canhão na estrada, a outra (ver figura) com uma estrada vazia. Determinou-se recentemente que a foto sem as balas de canhão foi tirada antes da outra. Os especialistas, no entanto, não se colocam de acordo para determinar quem pôs as balas de canhão na estrada na segunda imagem - foram colocadas deliberadamente na estrada por Fenton para realçar a imagem, ou teria havido soldados envolvidos no processo de afastá-las para voltar a usá-las?
Várias fotografias de Fenton, incluindo as duas versões do Vale da Sombra da Morte, estão publicadas em The Ultimate Spectacle: A Visual History of the Crimean War (O espectáculo definitivo: uma história visual da Guerra da Crimeia) por Ulrich Keller (ISBN 90-5700-569-7) (2001).
Em 1858 Fenton fez trabalhos temáticos em estúdio, baseando-se em imaginativas ideias românticas sobre a vida muçulmana, como a Odalisca sentada, usando amigos e modelos que nem sempre eram convincentes nos seus papéis.
Fenton é considerado como o primeiro fotógrafo de guerra pela sua obra durante a Guerra da Crimeia, para a qual usou um estúdio móvel chamado "furgão fotográfico". Em reconhecimento da importância da sua fotografia, as fotos de Fenton sobre a Guerra da Crimeia foram incluídas na coleção 100 fotos que mudaram o mundo, da revista Life.